# 泉アキ
泉アキ（いずみアキ、1950年2月4日 - ）は、日本のタレント、歌手。嫁姑問題評論家。

## 略歴
東京都生まれ、愛知県名古屋市中村区出身。小野学園女子高等学校卒業。タレントの桂菊丸は夫。長女はディスクジョッキーのANNA。
1966年、日本テレビの人気番組「あなた出番です」で優勝し、翌1967年に17歳でクラウンレコードのPW盤第一号アーティストとして、「恋はハートで」でアイドル歌手としてデビューする。次ぐ「夕焼けのあいつ」が全国的にヒットして一躍人気者になる。1972年、22歳の時に、桂菊丸と結婚。その後二女をもうける。1975年にテレビ朝日「独占!女の60分」でアタッカー（リポーターの番組内呼称）として出演。独特のキャラクターが脚光を浴び、活躍する。司会をはじめレポーターやクイズ番組の回答者などとして様々な番組に出演する。タレント活動のほか、スキューバダイビングや自動車レースなどにもチャレンジ、FIA国際ライセンスを取得し、1984年、第32回サファリラリーに高岡祥郎とともに出場（スバルチーム）日本人女性としては初めてのアフリカのサファリラリー挑戦。世界の強豪を相手に16位完走を果たした。
1992年には姑（大塚稲子）が暴露本「天に代わりて嫁を討つ」を出版したことをきっかけに嫁姑問題が起こる。泉アキも「おごる姑は久しからず」を出版し話題になる。嫁姑問題評論家としても活躍する。1997年、自分で左胸にしこりを発見。乳癌と診断され、国立熱海病院（現在の国立病院機構静岡医療センター）にて乳房の4分の1を切り取る手術を受ける。退院後、約3カ月後の1998年3月、夫の菊丸と共にハワイマウイマラソンに出場し、42.195キロを8時間39分で完走する。乳癌の克服目安である術後10年を目前にした2006年に右乳房にがんが再発し、乳房温存手術を受け、抗ガン剤治療（AC療法）、放射線治療を受け、治療（分子標的療法）するも、2019年11月に右乳房にがんが再発、3度目の手術を受けた。2003年に、29年間住んでいた千葉県市川市曽谷から静岡県熱海市に移り住み、一から自分たちの手で土地を開墾し、家を造り、農業にいそしむ田舎暮らしをしている。また、立ち寄った奈良・薬師寺の管主により「森羅万象自然界から沢山のことを学ぶ塾」＝「畑を耕し、心を耕す場」として「心を耕す泉塾」とこの地を命名される。なお、熱海に移住後も、節分には市川市の「中山法華経寺」で開催される豆まきイベントに招待されて、夫や子供と共に頻繁に参加している。
最近はTV番組にレポーターとして出演するとともに、全国各地で「乳がん」「介護」「環境問題」などの講演を行っている。

## 人物
- 身長158センチ。美しい顔立ちをしているが、性格は明朗快活でさばさばとしており、ひょうきんな面を持っている。
- 父親がインド系アメリカ人（アメリカ軍属）で母親が日本人。父の顔を知らずに育ち、母の再婚、義理の父からの虐待、そして養子に出されるという、大変恵まれない少女時代を過ごした。

## 出演

### テレビ
- 日本テレビ
  - 「ザ・ワイド」
  - 「NNNニュースプラス1」
  - 「ザ!情報ツウ」
  - 「ルックルックこんにちは」
  - 「2時のワイドショー」
  - 「お昼のワイドショー」
  - 「だから大好き!」
- TBS
  - 「モーニングEye」
  - 「金曜テレビの星」
  - 「すてきな出逢い いい朝8時」
  - 「そこが知りたい」
  - 「スーパーワイド」
  - 「ジャスト」
  - 「宵待5」(MBSローカル)
- フジテレビ
  - 「おはよう!ナイスデイ」
  - 「青春をつっ走れ」
- テレビ朝日
  - 「スーパーモーニング」
  - 「水曜スペシャル」
  - 「こんにちは2時」
  - 「独占!女の60分」
  - 「徹子の部屋」
  - 「料理バンザイ!」

### 映画
- 竜二（1983年）

## ディスコグラフィ

### シングル
| 発売日                     | 面       | タイトル                     | 作詞       | 作曲                             | 編曲       | 規格     | 規格品番 |
| クラウン                   | クラウン | クラウン                     | クラウン   | クラウン                         | クラウン   | クラウン | クラウン |
| -------------------------- | -------- | ---------------------------- | ---------- | -------------------------------- | ---------- | -------- | -------- |
| 1967年10月10日             | A        | 恋はハートで                 | なかにし礼 | 三木たかし                       | 三木たかし | EP       | PW-1     |
| 1967年10月10日             | B        | 燃える年頃                   | なかにし礼 | 三木たかし                       | 三木たかし | EP       | PW-1     |
| 1968年2月1日               | A        | 夕焼けのあいつ               | 平井一郎   | 高瀬タカシ                       | 森岡賢一郎 | EP       | PW-12    |
| 1968年2月1日               | B        | これが恋かしら               | 平井一郎   | 高瀬タカシ                       | 森岡賢一郎 | EP       | PW-12    |
| 1968年6月1日               | A        | ハートは泣いている           | なかにし礼 | 三木たかし                       | 三木たかし | EP       | PW-31    |
| 1968年6月1日               | B        | 恋の砂浜                     | なかにし礼 | 三木たかし                       | 三木たかし | EP       | PW-31    |
| 1968年10月1日              | A        | 想い出の夕焼け               | 植田次郎   | 星野いづみ                       | 森岡賢一郎 | EP       | PW-42    |
| 1968年10月1日              | B        | あなたの瞳                   | 植田次郎   | 星野いづみ                       | 森岡賢一郎 | EP       | PW-42    |
| 日本ビクター／フィリップス |          |                              |            |                                  |            |          |          |
| 1969年3月25日              | A        | 愛を下さいマリアさま         | 林春生     | 鈴木邦彦                         | 川口真     | EP       | FS-1077  |
| 1969年3月25日              | B        | 青い蝶々                     | 橋本淳     | 鈴木邦彦                         | 鈴木邦彦   | EP       | FS-1077  |
| 1969年7月25日              | A        | 夕陽がまぶしい               | 阿久悠     | 村井邦彦                         | 川口真     | EP       | FS-1086  |
| 1969年7月25日              | B        | 黄色いひなぎく               | 阿久悠     | 村井邦彦                         | 川口真     | EP       | FS-1086  |
| 1970年                     | A        | 本命はあなた！               | なかにし礼 | 川口真                           | 川口真     | EP       | FS-1118  |
| 1970年                     | B        | キッスだけでやめて           | なかにし礼 | 川口真                           | 川口真     | EP       | FS-1118  |
| 1971年                     | A        | 血の色の恋                   | 並木六郎   | 三木たかし                       | 高見弘     | EP       | FS-1170  |
| 1971年                     | B        | 小麦色の夢                   | 並木六郎   | 三木たかし                       | 三木たかし | EP       | FS-1170  |
| 1971年5月                  | A        | ホット・パンツ               | なかにし礼 | ポール・バンス、リー・ポックリス | 高見弘     | EP       | FS-1196  |
| 1971年5月                  | B        | あなただけみつめて           | 並木六郎   | 三木たかし                       | 三木たかし | EP       | FS-1196  |
| 1971年5月                  | A        | ひとりじゃないわ             | 安井かずみ | 村井邦彦                         | 森岡賢一郎 | EP       | FS-1223  |
| 1971年5月                  | B        | 夜にすべては始まった         | 山上路夫   | 村井邦彦                         | 森岡賢一郎 | EP       | FS-1223  |
| ワーナー・パイオニア       |          |                              |            |                                  |            |          |          |
| 1972年3月                  | A        | 白い船が出る                 | 阿久悠     | 中村泰士                         | 高見弘     | EP       | L-1076R  |
| 1972年3月                  | B        | 風の街へ帰る                 | 阿久悠     | 中村泰士                         | 高見弘     | EP       | L-1076R  |
| テイチク                   |          |                              |            |                                  |            |          |          |
| 1977年10月21日             | A        | ラーメンライス・ラプソディー | 伊藤アキラ | 森雪之丞                         | 高見弘     | EP       | RS-95    |
| 1977年10月21日             | B        | うちの人にかぎって           | 伊藤アキラ | 森雪之丞                         | 高見弘     | EP       | RS-95    |

### ベストアルバム
| 発売日       | タイトル | レーベル         | 規格 | 規格品番   | 備考                                                           |
| ------------ | --- | ---------------- | ---- | ---------- | -------------------------------------------------------------- |
| 1968年2月1日 | 恋はハートで A面 1. 恋はハートで（2:12） 2. 赤く赤くハートが（1:15） B面 1. 燃える年頃（2:04） 2. サリーの瞳（2:43） C面 1. 夕焼けのあいつ（5:22） 2. 星空の恋人（3:04） D面 1. これが恋かしら（2:15） 2. レッツ・ゴー・レインジャーズ（1:56）                                                                       | クラウンレコード | EP   | CMG-44     |                                                                |
| 2004年       | ゴールデン☆ベスト 1. 恋はハートで 2. 燃える年頃 3. 夕焼けのあいつ 4. これが恋かしら 5. ハートは泣いている 6. 恋の砂浜 7. 想い出の夕焼け 8. あなたの瞳 9. 愛を下さいマリアさま 10. 青い蝶々 11. 夕陽がまぶしい 12. 黄色いひなぎく 13. 本命はあなた！ 14. キッスだけでやめて 15. ホット・パンツ 16. あなただけみつめて | クラウンレコード | CD   | CRCN-20314 | デビュー・シングル～「ホット・パンツ」までのシングル両曲収録。 |

## 著書
- 「おごる姑は久しからず」（ごま書房）
- 「スッポンポン交際術」（ジュピター出版）
- 「天使のノック～乳ガンになってわかった幸せの意味」（ゴマブックス）

## 泉アキ（に該当する役）を演じた俳優
- 岸本加世子 - 月曜ドラマスペシャル /「天に代わりて嫁を討つ」（1993年と1994年の2回にわたり、義母である大塚稲子のエッセイをドラマ化。役名・鏡マキ）